# Uato-Lari
Uato-Lari (Watu-Lari, Watulari, Hato-Lari, Uatolari, Uatolári, Uatulari, Uatu-Lari) ist ein osttimoresischer Ort im Verwaltungsamt Uato-Lari (Gemeinde Viqueque). 1936 wurde Uato-Lari von den Portugiesen in Leça umbenannt. Doch der Name setzte sich nicht durch und einige Jahre nach dem Zweiten Weltkrieg kehrte man zum alten Namen zurück.

## Geographie

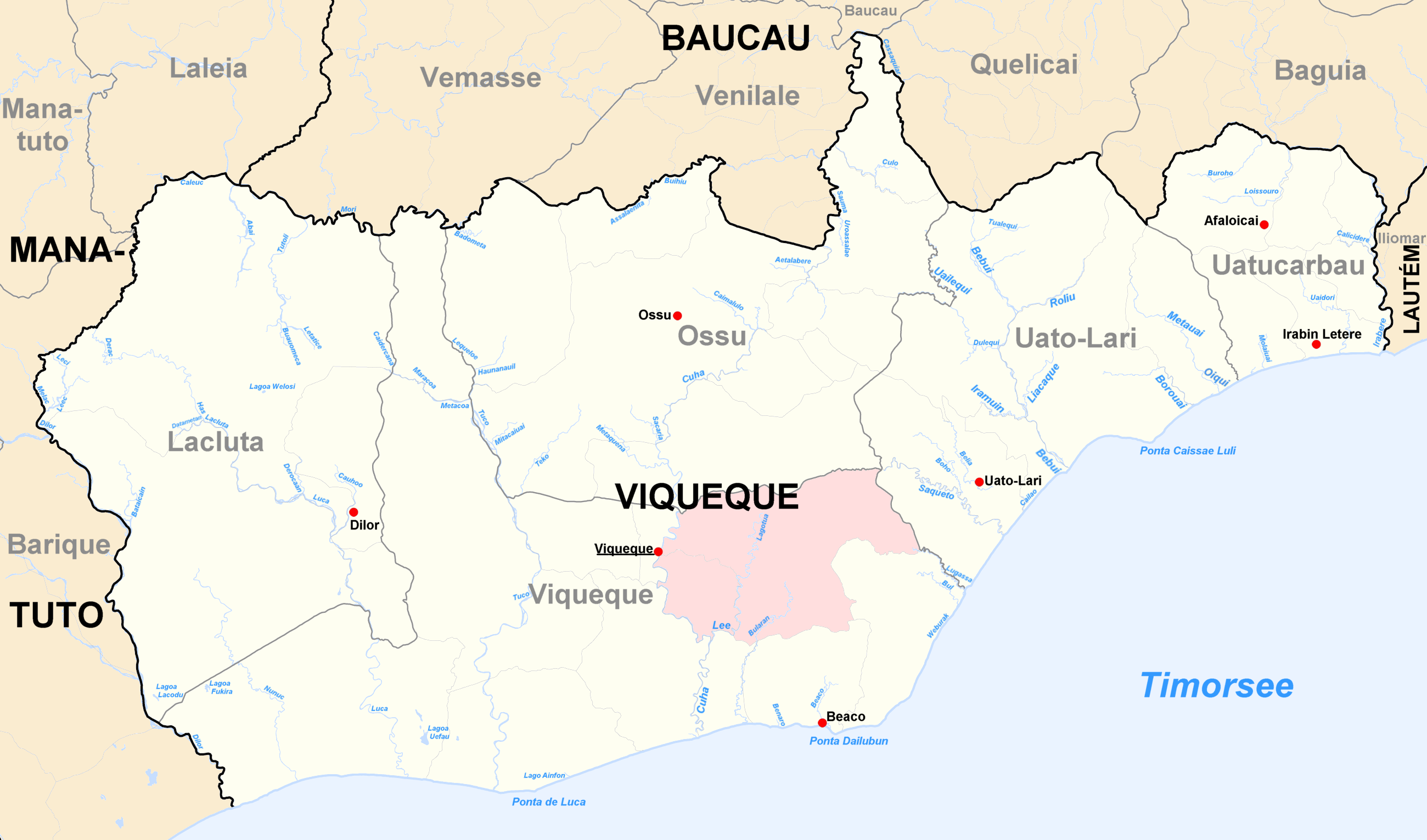
Der Ort Uato-Lari liegt im Südwesten des gleichnamigen Verwaltungsamts

Uato-Lari liegt im Südosten Timors im Suco Matahoi, etwa 26 km in Luftlinie östlich von der Gemeindehauptstadt Viqueque und etwa 92 km südöstlich von der Landeshauptstadt Dili auf einer Meereshöhe von 502 m. In Uato-Lari gibt es eine Grundschule, eine prä-sekundäre Schule, eine Sekundärschule, eine Polizeistation, einen Hubschrauberlandeplatz und ein kommunales Gesundheitszentrum.

## Geschichte
1976 war die Region ein Rückzugsgebiet der FALINTIL, die gegen die indonesischen Invasoren kämpfte. In Uato-Lari gründete sie eine Base de apoio, eine Widerstandsbasis, die Zuflucht für Flüchtlinge aus Ossu, Viqueque, Uato-Lari und Uatucarbau bot. Später wurde die Basis von den Indonesiern zerstört.
Der heutige Ort Uato-Lari wurde erst während der indonesischen Besatzung Verwaltungssitz. Zuvor war es Uato-Lari (Leten) im Suco Babulo.

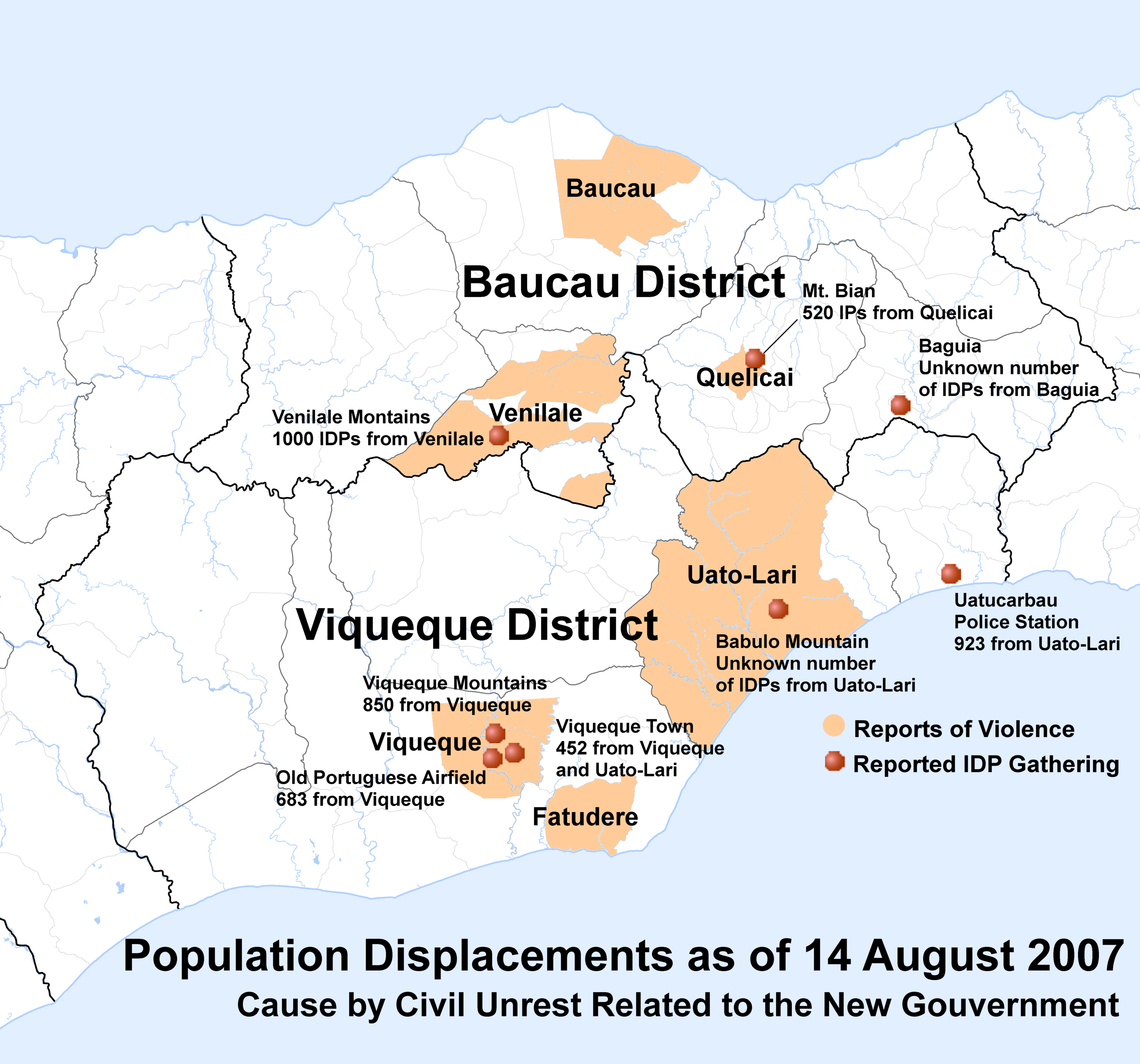
Flüchtlinge in Osttimor nach der Parlamentswahl 2007.

Nach der Vernichtung der letzten Widerstandsbasis der FALINTIL am Matebian im November 1978 wurden in Uato-Lari jene interniert, die sich den indonesischen Besatzern ergeben hatten. Jeden Tag starben hier Menschen. Zwei Wochen später wurden die Internierten zu Fuß oder mit dem Lastwagen nach Viqueque verlegt. Weitere Umsiedlungslager gab es Ende 1979 noch in Afaloicai (Suco Babulo) und Vessoru. Zwischen November 1978 und März 1979 wurden in der Internierung in Uato-Lari mindestens 140 Personen ermordet, beziehungsweise verschwanden. Die meisten Hinrichtungen fanden im März/April 1979 an verschiedenen Orten in Uato-Lari statt. Durch die Internierten und Flüchtlinge stieg die Zahl der Einwohner Uato-Laris zwischen 1970 und 1980 von Uatu-Lari 13.911 auf 14.683 um 5,5 %. 1981 wurden mehrere hundert Familien aus Uato-Lari und anderen Teilen Viqueques nach Atauro deportiert. Viele von ihnen starben dort, bis das Rote Kreuz 1982 begann Hilfe zu leisten. 1985/86 durften die Deportierten nach Timor zurückkehren.
Nach den Präsidentschaftswahlen in Osttimor 2012 wurde ein Haus in Uato-Lari niedergebrannt. Am 10. Unabhängigkeitstag, am 20. Mai, wurden die Feiernden überfallen. Ein 20-jähriger wurde getötet und sieben Häuser niedergebrannt. Vier Verdächtige wurden festgenommen. Nach den Parlamentswahlen 2012 kam es zunächst in Dili zu Ausschreitungen, bei denen ein Student aus Uato-Lari von einem Polizisten erschossen wurde. Als sein Leichnam in seine Heimat gebracht wurde, wurde die Polizeistation in Uato-Lari angegriffen und vier Polizeiwagen verbrannt.

## Persönlichkeiten
- Horácio de Almeida (* 1975), Jurist und Menschenrechtsaktivist
- Eurico Guterres (* 1971), pro-indonesischer Milizenführer
- José Luís Guterres (* 1954), Politiker[11]
- Américo Ximenes (* 1953), Freiheitskämpfer und Offizier